# Next Day Air
Next Day Air – amerykański film akcji z 2009 roku. W weekend otwierający emisję w Stanach Zjednoczonych wpływy ze sprzedaży biletów wyniosły 4 111 043 dolarów amerykańskich.
Zdjęcia do filmu kręcone były w Los Angeles (Kalifornia, USA).

## Obsada
- Donald Faison jako Leo
- Mike Epps jako Brody
- Wood Harris jako Guch
- Omari Hardwick jako Shavoo
- Darius McCrary jako Buddy
- Yasmin Deliz jako Chita
- Mos Def jako Eric
- Debbie Allen jako panna Jackson
- Lauren London jako Ivy
- Cisco Reyes jako Jesus
- Emilio Rivera jako Bodega

## Opis fabuły
Kiedy dwójka przyjaciół przez przypadek dostaje paczkę zawierającą 10 kilogramów najczystszej kokainy, są w siódmym niebie. Myślą, że ich problemy w końcu się skończą kiedy tylko sprzedadzą towar. Przesyłka miała dotrzeć do ich sąsiada – początkującego gangstera i gdy ten nie otrzymuje jej na czas, musi jak najszybciej ją odnaleźć, zanim dowie się o tym bezwzględny szef mafii. Niestety jest już za późno. Mafiozo otrzymuje informację o wpadce i postanawia odzyskać swój towar...

## Ścieżka dźwiękowa
Poniżej przedstawiona jest lista utworów, które znalazły się na oficjalnej ścieżce dźwiękowej filmu.
1. Philly Cityscape
2. Trick Daddy – Count My Money
3. Raekwon – Heat Rocks
4. Get the Tapes
5. Glasses Malone – Sixty Million Dollar Flow
6. Kurupt – Honestly
7. Lisa "Left Eye" Lopes – In the Life
8. Videogame
9. Penuckle – Blunts & Roses
10. Martin Buscaglia – Cerebro Orgasmo Envidia & Sofia
11. Spider Loc – Day Ago
12. Darius McCrary – It's Real
13. Ave
14. Gone Get It
15. Get It How You Live
16. Meek Mill – So Fly
17. Next Day Air